# 雨乞い

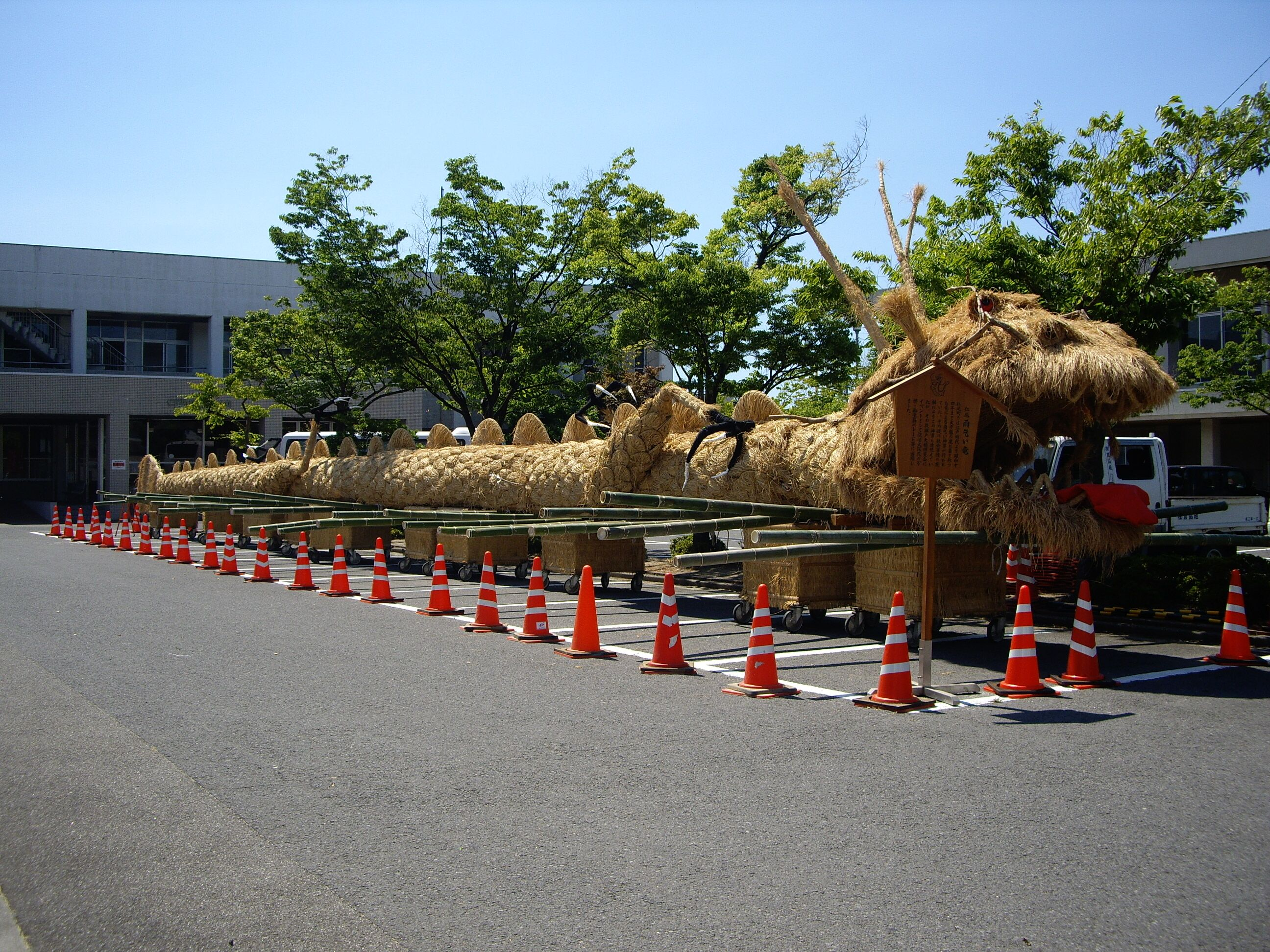
日本の香川県三豊市で毎年行われる「仁尾竜まつり」では、藁でつくった「雨乞い竜」の出し物が繰り出される。約二百年前に伊予国が旱魃に見舞われた際、雨乞いの行者の和蔵の発案で、人々が藁で大きな竜をつくって海に流したところ、間もなく雨が降った。その後も旱魃があると藁の竜をつくって雨乞いを行い、こんにちも毎夏の祭りとして続けられている。（写真は2010年撮影）

雨乞い（あまごい）とは、旱魃（かんばつ）が続いた際に雨を降らせるため行う呪術的・宗教的な儀礼のこと。祈雨（きう）ともいう。世界各地で見られるが、熱帯乾燥地域で特に盛んに行われる。

## 概要
世界の多くの文化圏に「雨は神からの贈り物であり、それが途絶えるのは神の罰である」という観念があった。方法は違えど、世界中の雨乞いの儀式は神の注意を惹き、喜ばせ、同情を買う目的で行われる。雨乞いには実際に旱魃になった時に行うものと、定期的に行われるものがある。
雨乞いは部族の中で賢者として尊敬を集めている人物が儀式を取り仕切り、神と人々との間を取り持つ。こうした人物は雨乞い師と呼ばれる。例えば、『旧約聖書』では神が旱魃を起こし預言者エリヤを通じて異教の神バアルへの信仰を捨てるように人々を諭す場面がある。また、天候は月の満ち欠けと関係があると考えた社会では、雨乞いで女性が重要な役割を果たした。
世界の様々な文化圏でカエル、ヘビ、サンショウウオ、カメなど、雨や雨を司る神と関係があると考えられている生物があり、雨乞いの儀式では生け贄や小道具として用いられる。

## 世界の雨乞い
イスラーム世界には「イスティスカー」と呼ばれる降雨祈願があり、マムルーク朝時代のエジプトでは増水祈願と呼ばれる大規模な雨乞いが行われていた。
南方熊楠によれば、モンゴルに鮓荅師（ヤダチ）と呼ばれる雨乞い師がおり、盆に牛の結石(鮓荅と呼ばれる)と水を入れ、呪文を唱えながら雨を降らせたという。
古代ローマでは竈の神ウェスタに使える巫女たちが5月7日以降の満月の夜に、テヴェレ川に24体の等身大の人形を投げ込む雨乞いの儀式を行っていた。ヨーロッパには今でもこれと似たような儀式を行っている地域がある。
インドのある地方では雲に扮した雨乞い師が地面に水を撒く。ロシアのドーパットでは村の聖なる樅の木に3人の雨乞い師がのぼり、薬缶や燃えさし、水で濡らした小枝を使って嵐を再現する。いずれもこうなってほしいという状況を再現してみせる儀式である。
メキシコのユカタン半島ではセノーテと呼ばれる地底湖に、雨の神チャックが宿るとマヤ文明の時代のマヤの人々に信じられており、雨乞いの為に生贄の儀式が行われていたようで、現代でも現地の農民たちが供物を捧げて神に祈りを捧げる儀式が行われている。

## 日本の雨乞い

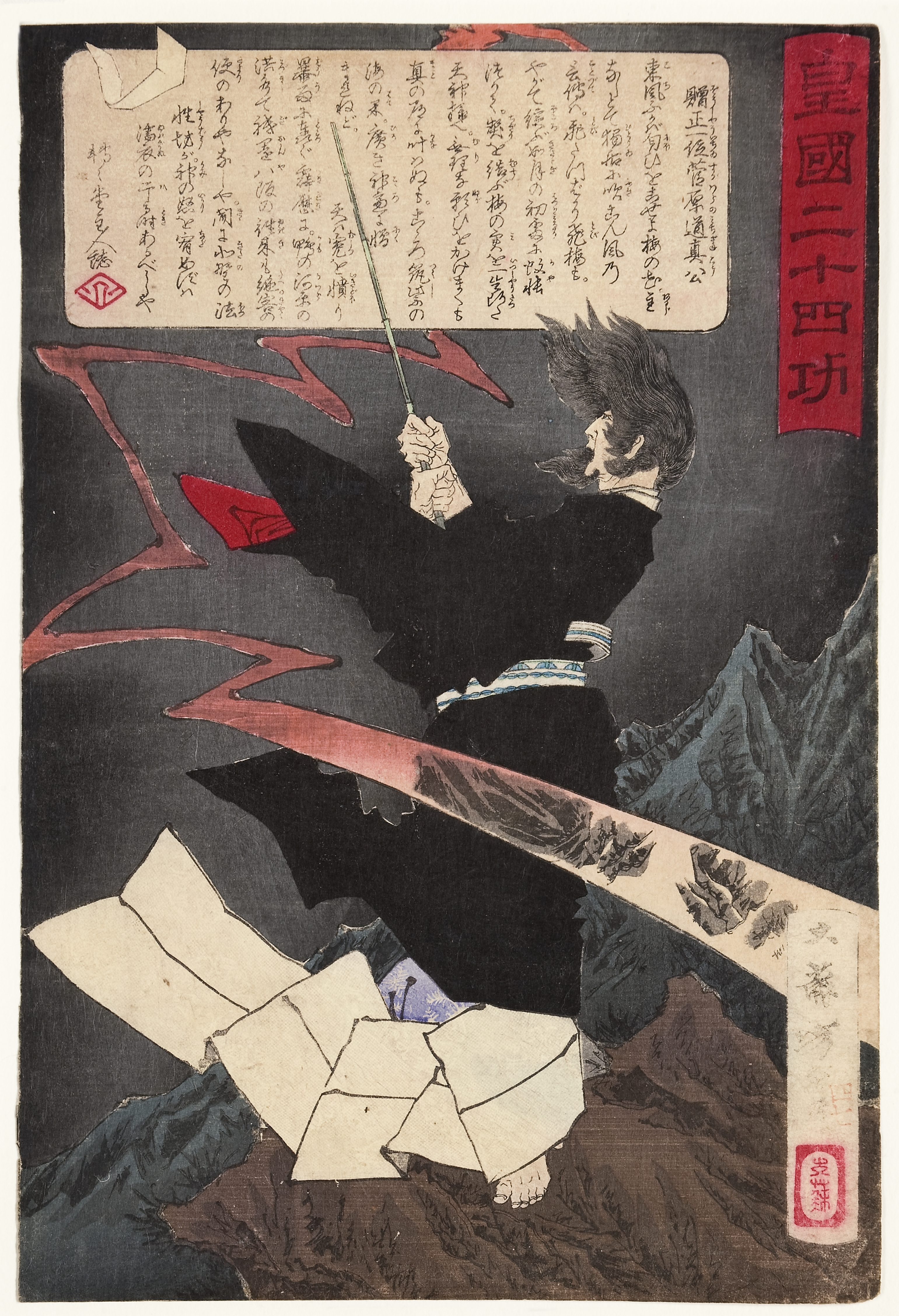
菅原道真の雨乞い

日本でも各地に様々な雨乞いが見られる。大別すると、山野で火を焚く、神仏に芸能を奉納して懇請する、禁忌を犯す、神社に参籠する、類感（模倣）呪術を行うなどがある。
山野、特に山頂で火を焚き、鉦や太鼓を鳴らして大騒ぎする形態の雨乞いは、日本各地に広く見られる。神仏に芸能を奉納する雨乞いは、近畿地方に多く見られる。禁忌を犯す雨乞いとは、例えば、通常は水神が住むとして清浄を保つべき湖沼などに、動物の内臓や遺骸を投げ込み、水を汚すことで水神を怒らせて雨を降らせようとするものや、石の地蔵を縛り上げ、あるいは水を掛けて雨を降らせるよう強請するものであり、一部の地方で見られる。神社への参籠は、雨乞いに限らず祈祷一般に広く見られるが、山伏や修験道の行者など、専門職の者が行うことも多い。類感呪術とは、霊験あらたかな神水を振り撒いて雨を模倣し、あるいは火を焚いて煙で雲を表し、太鼓の大音量で雷鳴を真似るなど降雨を真似ることで、実際の雨を誘おうとするタイプの呪術である。このタイプの雨乞いは、中部地方から関東地方に多い。
王朝時代以前の日本では、雨乞いは国家による儀礼として行われていた。仏教伝来以前より、施政者である天皇には国家鎮護の声を神に届ける能力があると信じられ、祈雨もまた古来より天皇自らが神祇に祈ることによって行われた。
文献に見える最古の雨乞いの例は、『日本書紀』皇極天皇元年（642年）の条の記述である。
- 戊寅。羣臣相謂之曰。随村々祝部所教。或殺牛馬祭諸社神。或頻移市。或祷河伯。既無所効。蘇我大臣報曰。可於寺寺轉讀大乘經典。悔過如佛所訟。敬而祈雨。
- 庚辰。於大寺南庭嚴佛菩薩像與四天王像。屈請衆僧。讀大雲經等。于時。蘇我大臣手執香鑪。燒香發願。
- 辛巳。微雨。
- 壬午。不能祈雨。故停讀經。
- 八月甲申朔。天皇幸南淵河上。跪拜四方。仰天而祈。即雷大雨。遂雨五日。溥潤天下。（或本云。五日連雨。九穀登熟。）於是。天下百姓倶稱萬歳曰至徳天皇。

これによると、7月25日から蘇我蝦夷が雨乞いのため大乗経を輪読させたが、微雨のみで効が見られなかったので同29日に止めさせた。しかし、8月1日に皇極天皇が天に祈ると、突如大雨が降り、天下万民は共に天皇を称えたとある。この記述以前にも、平安時代に編纂された仏教史書『扶桑略記』には、推古天皇33年（625年）の条に、高麗僧恵灌に命じて雨乞いの儀式を行わせたという記述がある。
仏教の浸透とともに読経法会による祈雨が盛んとなり、天武天皇4年（675年）には天皇の命令で祈雨の法会が行われている。やがて密教の隆盛とともに、祈雨の儀式は読経法会よりも修法が重んじられるようになる。神泉苑は空海が雨乞いを行った場所として知られる。真言宗小野随心院を開創した仁海は、9度の雨乞いの要請に応えて9回雨を降らせ「雨僧正」の異名を取った。日蓮は真言律宗の良観と雨乞い対決をしたと伝わる。
雨乞い信仰に由来する名字としては、雨宮氏が知られる。

## 関連資料
- 佐藤ひろみ「水神のルーツと生活文化 : 貴船と阿蘇の水神探訪から」『生活科学研究』第23巻、文教大学、2001年3月、91-104頁、ISSN 02852454、NAID 120006418759。
- 高谷重夫 『雨の神 - 信仰と伝説』 岩崎美術社〈民俗民芸双書 94〉、1984年8月、全国書誌番号:85001803、NCID BN00726908。
  - のち新装版。高谷重夫 『雨の神 - 信仰と伝説』 岩崎美術社〈民俗民芸双書〉、1995年7月。ISBN 978-4-7534-0094-2。
- 松下孜「歴史・民俗 近世知多地方の雨乞い」『知多半島の歴史と現在』第17号、日本福祉大学知多半島総合研究所、2013年10月、151-208頁、ISSN 0915-4833、NAID 120005724554。
- 山里純一「沖縄における地方の雨乞い」『人間科学 : 琉球大学法文学部人間科学科紀要』第32号、琉球大学法文学部、2015年3月、55-77頁、ISSN 1343-4896、NAID 120005646745。